# José de la Cruz Turcios y Barahona
José de la Cruz Turcios y Barahona religioso hondureño, que llegó a ser jerarca apostólico de la Arquidiócesis de Tegucigalpa.

## Biografía
José de la Cruz Turcios y Barahona, nació en fecha 1 de septiembre de 1884, en la localidad de Pespire, departamento de Choluteca, república de Honduras. Falleció el 8 de julio de 1968 en Tegucigalpa, Honduras. Fue hijo del matrimonio entre, el señor: Francisco Turcios y Petrona Barahona. 
Estudio primaria en la escuela de la localidad, seguidamente se trasladó al "Colegio Salesiano de San Juan Bosco" de Santa Tecla, en la república de El Salvador. Recibiéndose de sacerdote el 1 de enero de 1920.

## Vida Sacerdotal
- (2) Dos años como cura en la ciudad de San Salvador, república de El Salvador.
- (7) Siete años como cura en la república de Panamá.
- (2) Dos años como cura en Cartago, república de Costa Rica.
- (10) Diez años como cura en San José, capital de Costa Rica.
- 1943. (28 de mayo) Es trasladado a Honduras como Obispo auxiliar de la Diócesis de Santa Rosa de Copán.
- 1949. (7 de agosto) Coloca la primera piedra de la Catedral de San Pedro Sula.
- 1954. Coloca la primera piedra, de la que hoy es la Basílica de Suyapa en la ciudad de Tegucigalpa, M.D.C.
- 1958. Nombrado Obispo de la Diócesis de Santa Rosa de Copán, Honduras.
- 1959. Trasladado a la Arquidiócesis de Tegucigalpa, Honduras.
- 1962. (18 de mayo) Elevado a Arzobispo Titular de la Arquidiócesis de Tegucigalpa, hasta su fallecimiento.

Es de hacer notar que durante la administración arquiepiscopal de Monseñor José de la Cruz Turcios y Barahona, se erigieron las más importantes catedrales de Honduras.

## Membresías
- Miembro de la Sociedad Salesiana Internacional.

## Reconocimientos
- Medalla de Oro al Mérito, otorgado en la república de Panamá.